# Dobrzyń nad Wisłą
Dobrzyń nad Wisłą est une petite ville de Pologne qui compte 2 246 habitants (2007).
Dobrzyń nad Wisłą fait partie du Powiat de Lipno (powiat lipnowski) qui se trouve dans la voïvodie de Couïavie-Poméranie. La ville est située sur la rive droite de la Vistule, en amont de Włocławek. 
La première mention historique de Dobrzyń date de 1065. À l’époque, Dobrzyń est déjà une place forte. En 1228, l’Ordre de Dobrzyń s’installe dans la ville. Dobrzyń reçoit les privilèges urbains dans la première partie du XIIIe siècle, sans doute des mains de Conrad Ier de Mazovie. À la suite du démembrement féodal de la Pologne en nombreux petits duchés souvent rivaux, elle devient la capitale du duché du même nom de 1288 à 1327 et de 1343 à 1352. À partir de 1306, le Duché de Dobrzyń devient vassal de la Pologne exception faite d’une brève période (1373 à 1392) où il est gouverné par le duc d'Opole. 
À plusieurs reprises, les Chevaliers Teutoniques s’emparent de la ville (entre autres en 1329, 1392 et 1409), ce qui est une source de conflits. En 1409, le château érigé par les Teutoniques est détruit par les Polonais. À la suite de la première paix de Toruń en 1411, Dobrzyń intègre définitivement le territoire polonais et développe le commerce avec Gdańsk. 
La ville commence à décliner à partir du XVIIe siècle. En 1773, elle est annexée par la Prusse. En 1807, elle est rattachée à l'éphémère Duché de Varsovie crée par Napoléon. En 1815, elle est incorporée au Royaume du Congrès sous la tutelle russe. 

Aujourd’hui, Dobrzyń nad Wisłą est devenue une toute petite ville régionale.  Elle ne possède présentement que seulement quelques petites entreprises industrielles (fabrication de chaussures, coopérative de pêcheurs, abattoir, meunerie).

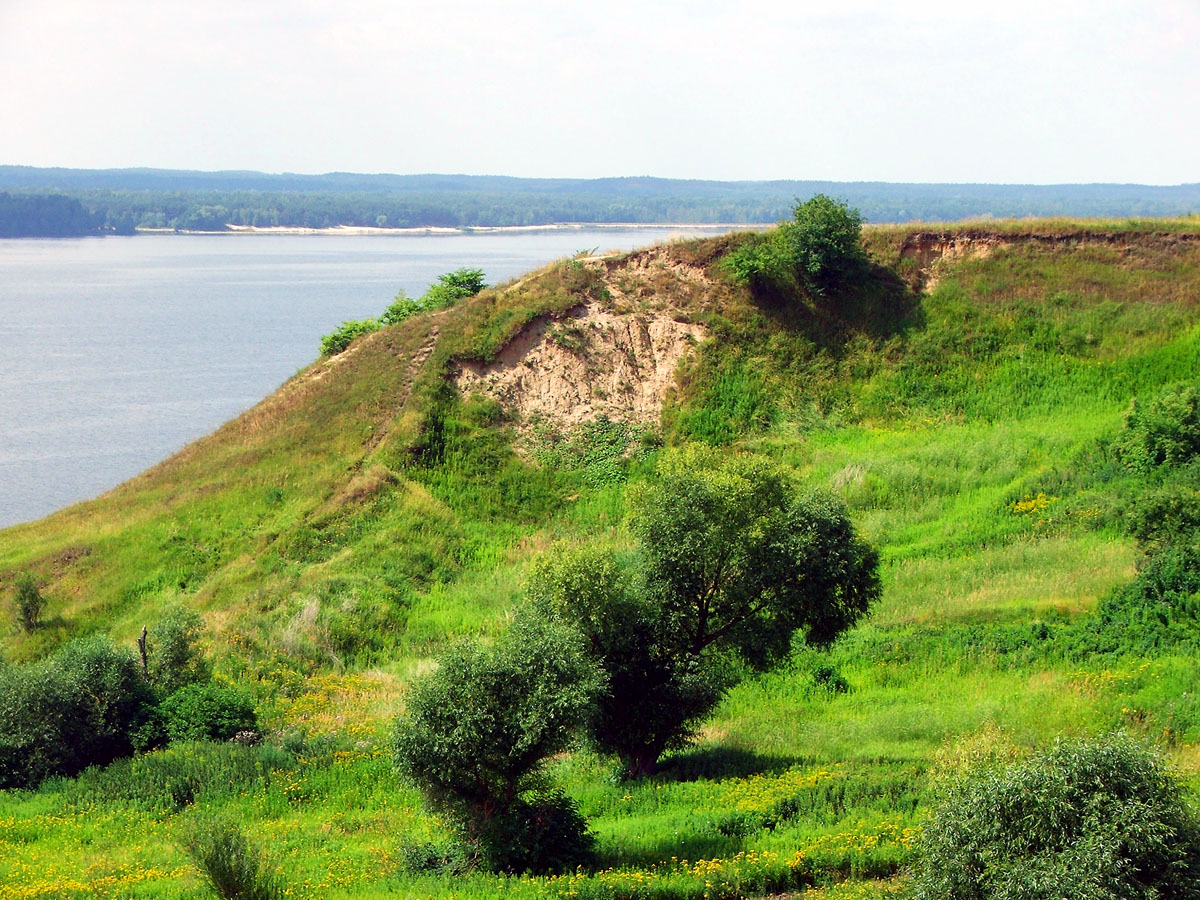
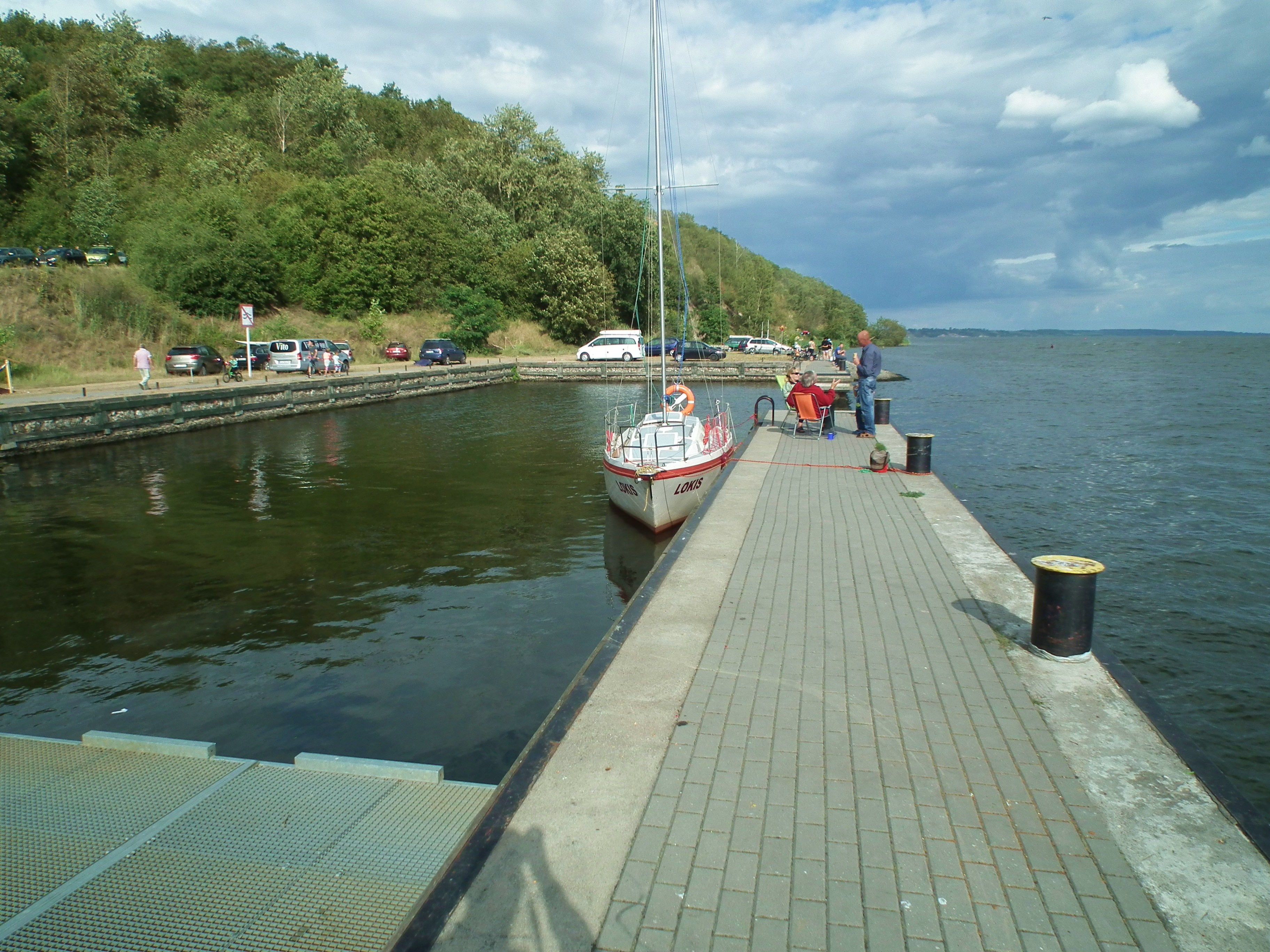
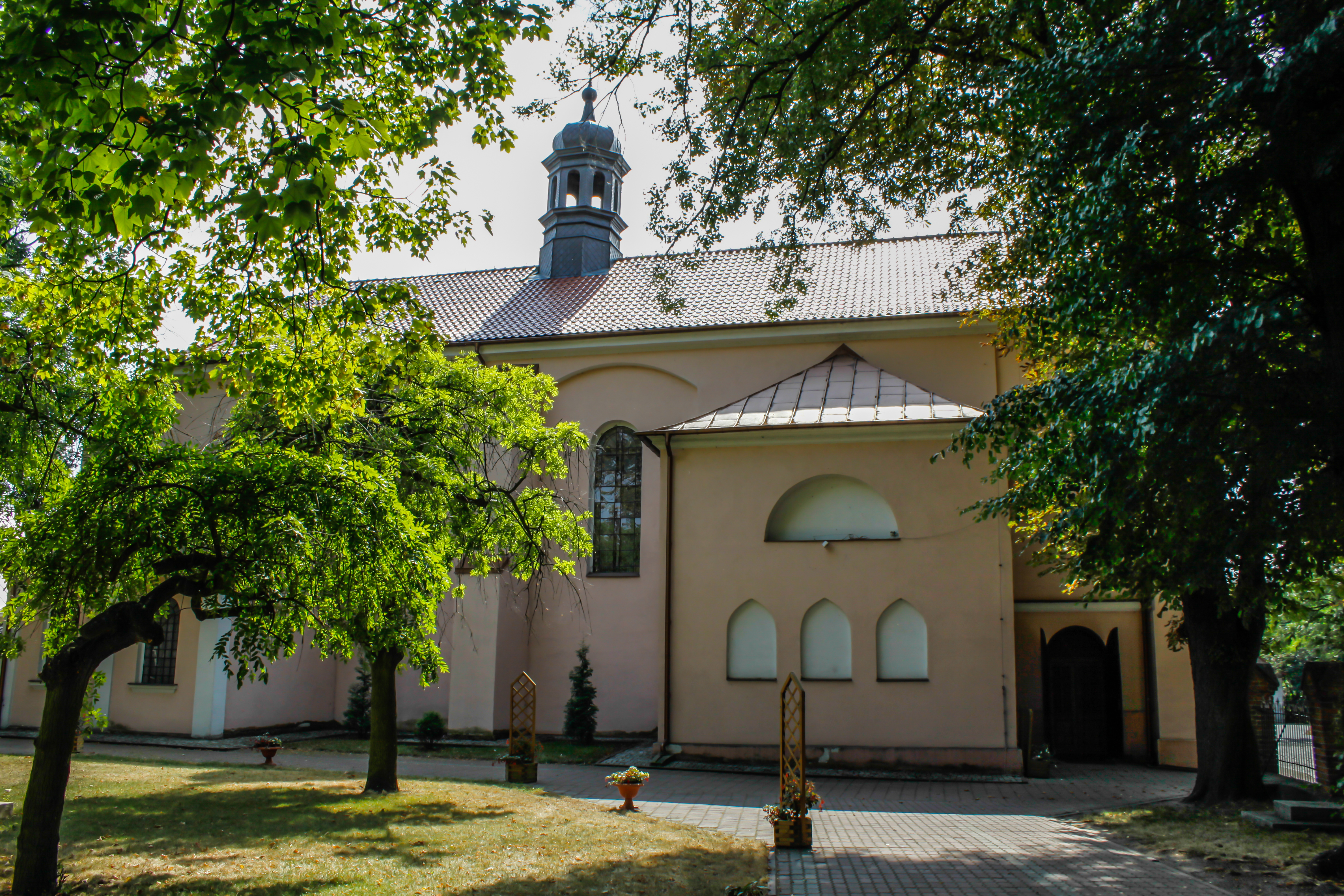